# Siemens PCD-Familie
Die Siemens PCD-Familie war eine Produktlinie AT-kompatibler Personal Computer, die Siemens ab 1986 fertigte und verkaufte, bevor sie schließlich 1996 von der Scenic Pro-Produktlinie abgelöst wurde.
Während der Produktionszeit der ersten Generation fusionierte die Büro-PC-Abteilung von Siemens mit Nixdorf zu Siemens-Nixdorf.

## Namensgebung
Der Name leitet sich vom “Urvater” Siemens PC-D ab, welcher jedoch nicht vollständig AT-kompatibel war. Folglich begannen die Namen fast aller Modelle mit PCD; eine Ausnahme bildeten lediglich die 1990/91 eingeführten Modelle mit EISA-Bus und MCA-Bus, deren Modellbezeichnungen mit PCE bzw. PCM begannen, während PCD ausschließlich für Modelle mit ISA-Bus verwendet wurde. Mit dem Verschwinden dieser Busarchitekturen wurde auch die namentliche Unterscheidung aufgegeben, und Geräte mit den später eingeführten VESA- bzw. PCI-Bussystemen trugen ebenfalls die Bezeichnung PCD.
Die Ziffer nach dem Bindestrich bezeichnet die Prozessorgeneration: 2 für Modelle mit Intel 80286-Prozessor, 3 für Modelle mit Intel 80386-Prozessor, 4 für Modelle mit Intel 80486-Prozessor, 5 für Modelle mit Pentium-Prozessor und 6 für Modelle mit Pentium-Pro-Prozessor.
Der folgende Buchstabe bezeichnete, außer beim “Urmodell” PCD-2 und dessen Nachfolger PCD-3, den Formfaktor. Bei den mobilen Geräten lautet dieser Buchstabe meist “N” (Notebook), mit Ausnahme von “P” (Portable) bei PCD-2P bzw. PCD-3Psx.
Danach folgten, jeweils optional:
- Kennbuchstaben für Untervarianten, etwa “C” für Laptops mit Farbbildschirm
- eine genauere Bezeichnung der Prozessorvariante, etwa “sx” oder “sl”
- abgetrennt durch einen Schrägstrich: die Taktfrequenz des Prozessors (in der Typenbezeichnung auf der Gehäusefront fehlte dieser Teil jedoch), oder PCI für PCI-Systeme[3]

Zur Bezeichnung von Geräten des gleichen Formfaktors, aber unterschiedlicher Prozessorgenerationen wurde in den ersten Generationen die Prozessorgeneration durch “x” ersetzt (etwa: PCD-xM), in der dritten Generation ausgelassen (etwa: PCD-H).

## Erste Generation
Die erste Generation der Linie setzte auf das Slot-CPU-Konzept: Hierbei waren der Prozessor und sämtliche Mainboard-Kernkomponenten auf einer einzelnen ISA-Karte in Form eines Einplatinencomputers verbaut. Diese wurde in eine Platterbaugruppe gesteckt, welche an die Stromversorgung angeschlossen war und den Kontakt zu den restlichen Steckkarten herstellte. Dies ermöglichte sehr kompakte Gehäuseformen und vereinfachte Prozessorupgrades. Parallele und serielle Schnittstellen waren bei den ersten Modellen noch auf separaten Erweiterungsboards untergebracht, auf späteren 80286-CPU-Boards sowie allen CPU-Boards nachfolgender Prozessorgenerationen waren eine parallele Schnittstelle sowie zwei serielle Schnittstellen integriert. Diese Boards hatten außerdem Steckverbinder für eine Piggyback-Baugruppe, auf die ein Festplatten-Controller oder Grakfikcontroller gesteckt werden konnte, ohne einen Steckplatz zu belegen.
In den ersten Modellen wurde der Grafikcontroller D391 verbaut, welcher in zwei Modi betrieben werden konnte: im Hercules-Modus war eine Auflösung von 720×350 Pixeln möglich, im CGA-Modus wurden die üblichen CGA-Auflösungen 640×200 monochrom oder 320×200 4-farbig unterstützt. Wie bereits beim PC-D konnte dieser über die mitgelieferte Software in einen Positivmodus geschaltet werden, in dem schwarze Schrift auf weißem Hintergrund angezeigt wurde.
Spätere Modelle waren auch mit EGA-Grafikcontroller lieferbar.
Ab 1990 wurde ausschließlich eine VGA-Grafikkarte angeboten.

### PCD-2 und PCD-3
Der PCD-2 war der erste vollständig AT-kompatible Rechner aus dem Hause Siemens. Er wurde ab 1986 bei Siemens und ab 1990 mit fremder Hilfe der Computerelektronik Dresden GmbH (ehemals Robotron) bis 1990 gefertigt und verkauft. Bei Produkteinführung war er ausgestattet mit einem 286er Prozessor mit zwölf Megahertz und später auch einem 80287-Coprozessor.
Ein 5¼"-Laufwerk von TEAC für Disketten mit 1,2 MB stand als Wechselmedium zur Verfügung. Verbaut war eine Winchester-Festplatte mit 20 MB oder 40 MB, auf welcher das Betriebssystem MS-DOS installiert war. Außerdem wurde MS-Windows und GW-Basic vorinstalliert mit ausgeliefert. Der Arbeitsspeicher war mit 1 MB RAM bemessen.
Über einen Schlüsselschalter an der Frontblende konnte die Tastatur gesperrt und ein Start des Systems verhindert werden.
Das Gehäuse war vom PC-D übernommen und angepasst worden, was einige Nachteile mit sich brachte. So waren die Steckkarten in zwei Käfigen verbaut, welche ausgebaut werden mussten, um die jeweilige Karte zu tauschen.
Der Preis für dieses Gerät lag zur Einführung bei 11.680 DM, fünf Jahre später immer noch bei 7.390 DM.
Das Nachfolgemodell Siemens PCD-3 wurde 1989 vorgestellt. Dieses verfügte über einen Intel 80386-Prozessor.

### PCD-2T/3T/4T, PCE-4T
Das T-Modell war ein Big Tower, welcher auf maximale Ausbaufähigkeit ausgelegt war. Er bot acht Steckplätze für Erweiterungskarten sowie sieben Schächte für 5¼″-Laufwerke, davon vier bedienbar. Wie bereits im PCD-2 konnte mit einem Schlüsselschalter die Tastatur gesperrt und ein Systemstart verhindert werden; bei den T-Systemen wurde zusätzlich noch das Gehäuse, einschließlich der Laufwerksblende, mechanisch verriegelt.
Auch die T-Systeme nutzten den Slot-CPU-Standard; die Platterbaugruppe war jedoch mit dem Baby-AT-Formfaktor so weit kompatibel, dass die Geräte auch mit handelsüblichen Mainboards von Drittherstellern aufgerüstet werden konnten.

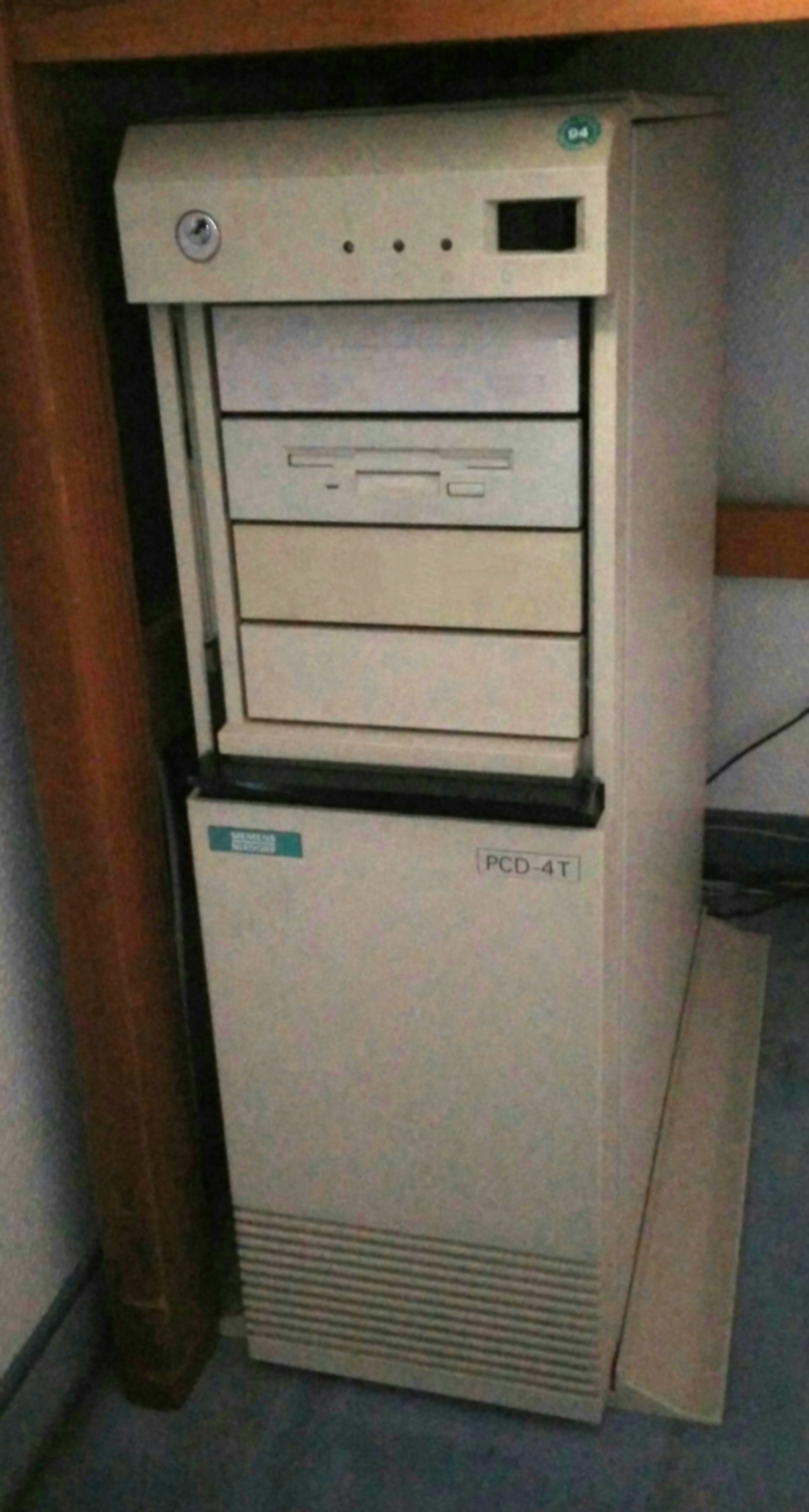
Der PCD-4T war als Teamserver positioniert.

### PCD-2L/2M/3M/4M
Das M-Modell war ein kompakter Desktop-PC. Er bot drei freie Steckplätze für Erweiterungskarten sowie drei Einbauplätze für 3,5″-Laufwerke, davon zwei bedienbar. Auch die M-Systeme verfügten über einen Schlüsselschalter mit Tastatur- und Bootsperre sowie mechanischer Verriegelung des Gehäuses, aber keine Laufwerksblende. Ein externes 5¼″-Laufwerk wurde als Zubehör angeboten.
Der PCD-2L war eine kostengünstige Variante des PCD-2M ohne Festplatte, aber mit sonst gleichen technischen Daten.

## Erste Generation (Mobil)

### PCD-2P/3Psx
Die „portable“ Variante des PCD-2 brachte Siemens 1988 als sein erstes Notebook auf den Markt. Es hat ein 10,5" großes monochrom-LCD bei einer Auflösung von 640 × 200 Pixeln. Der Bildschirm besaß ein doppeltes Gelenk, um ihn die gewünschte Arbeitsposition zu bringen. Verbaut war der Intel 16-bit Prozessor 80C286 mit 12 MHz; der Koprozessor 80C287 konnte nachgerüstet werden. Die Grafikhardware entspricht dem CGA-Standard. Weiterhin wurden 1 MB RAM (erweiterbar bis 5 MB) und eine Festplatte mit wahlweise 20 oder 40 MB verbaut. Das Gerät hatte ein internes 3½"-Diskettenlaufwerk und eine AT-Tastatur mit 79 Tasten. An Schnittstellen standen ein paralleler Ausgang (Centronics), ein serieller Ausgang mit dem RS-232C Standard, ein neunpoliger CRT-RGB-Farbmonitoranschluss, ein Anschluss für ein externes Diskettenlaufwerk, der Systembus und ein Tastaturanschluss zur Verfügung. Ausgeliefert wurde es vorinstalliert anfangs mit MS-DOS 3.21, ab 1989 mit MS-DOS 3.3. Das Gerät wog knapp 5 kg und hatte einen eingebauten Tragegriff.
Optional wurde ein Batteriepack angeboten, welcher hinten an das Gerät angesteckt werden konnte.
Hergestellt wurde das Gerät in den USA von Zenith und war baugleich zum Zenith SupersPORT 286.
Eine spätere, äußerlich ähnliche Variante war der PCD-3Psx. Dieser verfügte über einen Intel 80386 SX-Prozessor mit 16 MHz Taktfrequenz, 2 MB Arbeitsspeicher und eine Festplatte mit wahlweise 40 oder 100 MB. Auch hier handelt es sich um ein Lizenzgerät von Zenith – den Zenith SupersPORT SX.
Beide Geräte wurden Ende 1990 durch die Modelle PCD-2N/PCD-3Nsx abgelöst.

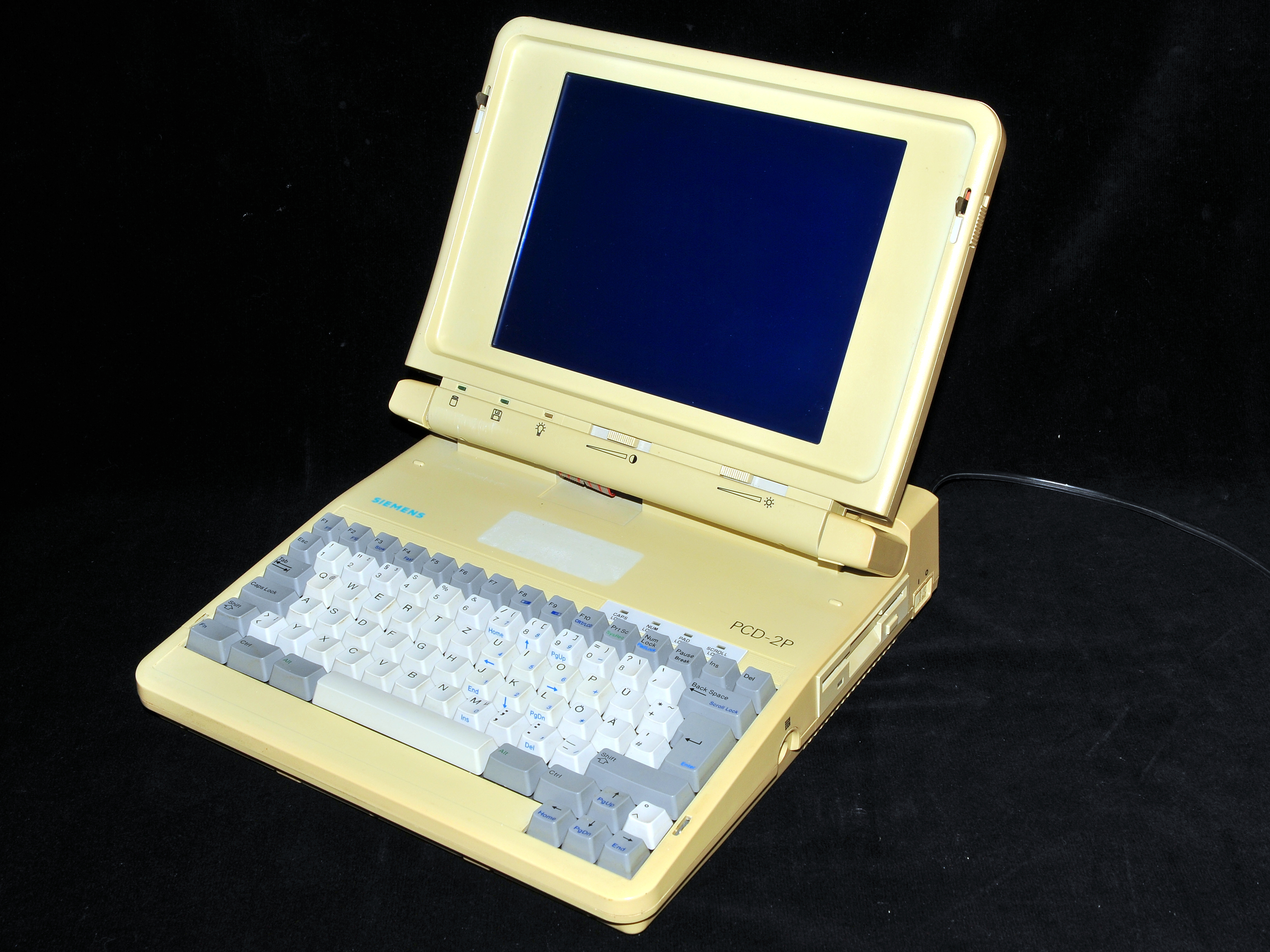
Erstes Notebook von Siemens, der PCD-2P.
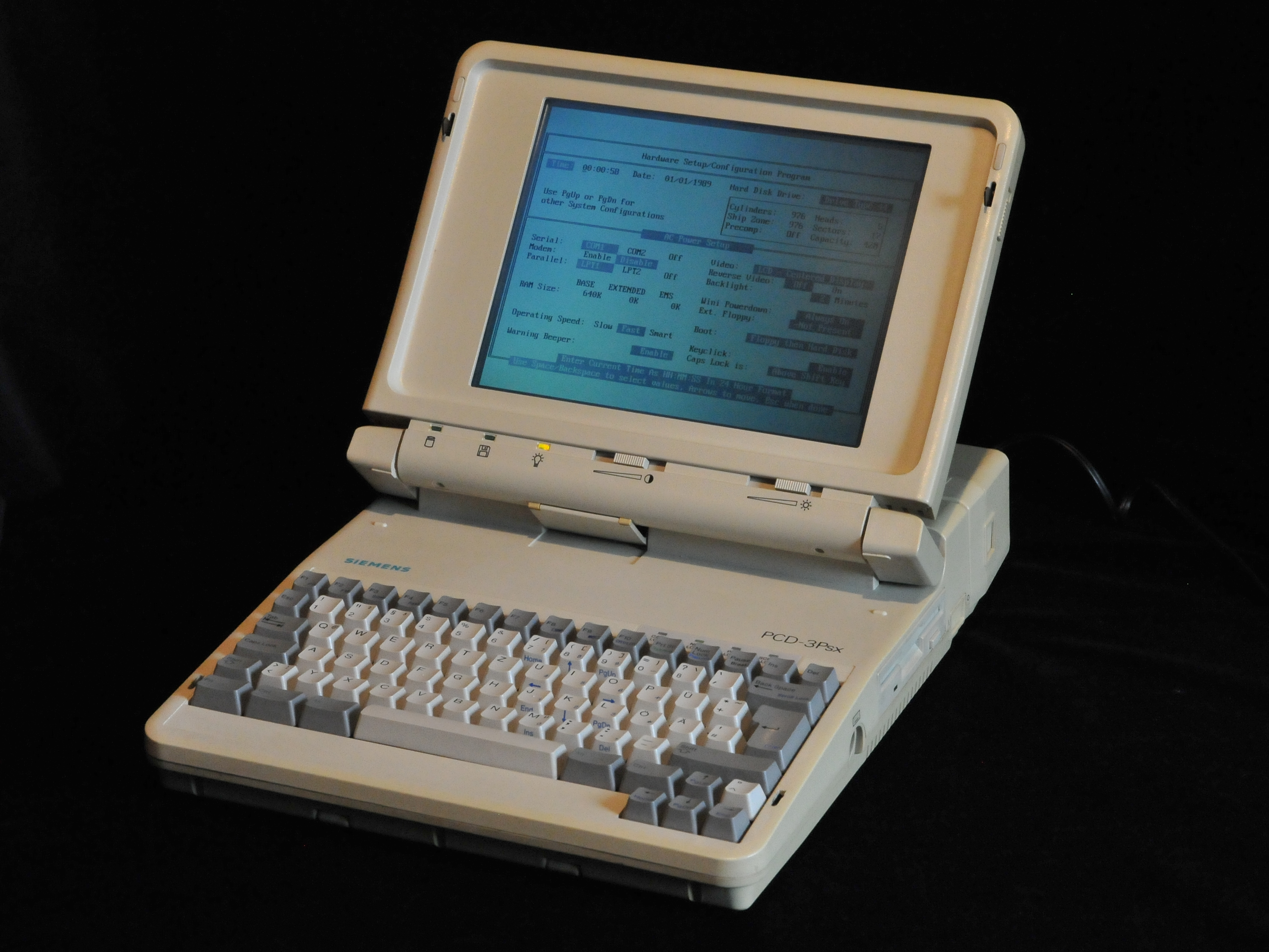
Der PCD-3Psx ähnelt äußerlich dem PCD-2P, verfügt jedoch über einen 80386SX-Prozessor.

## Zweite Generation
Die Geräte der zweiten Generation kamen ab 1990/91 auf den Markt und ergänzten die erste Generation, von der die meisten Modelle weiter auf dem Markt blieben. Die Geräte hatten einige Sicherheitsmerkmale, die in der ersten Generation nur zum Teil vorhanden war: alle verfügten über Laufwerksblenden, und der Schlüsselschalter verriegelte diese und das Gehäuse mechanisch. Zudem konnten Geräten Boot- und BIOS-Passwörter vergeben und die seriellen und parallelen Schnittstellen gesperrt werden. Diese Geräte wurden nur noch mit VGA-Grafikcontroller angeboten.

### PCD-2B/3Bsx
Bei den B-Systemen handelte es sich um kompakte Desktops, die in der Breite noch sechs Zentimeter weniger Platz einnahmen als die M-Systeme und außerdem über eine verriegelbare Laufwerksblende verfügten. Der Grafikcontroller war als Piggyback-Baugruppe auf dem CPU-Board ausgeführt, so dass zwei freie ISA-Steckplätze zur Verfügung standen. Für Laufwerke waren zwei 3,5″-Einbauplätze vorhanden.

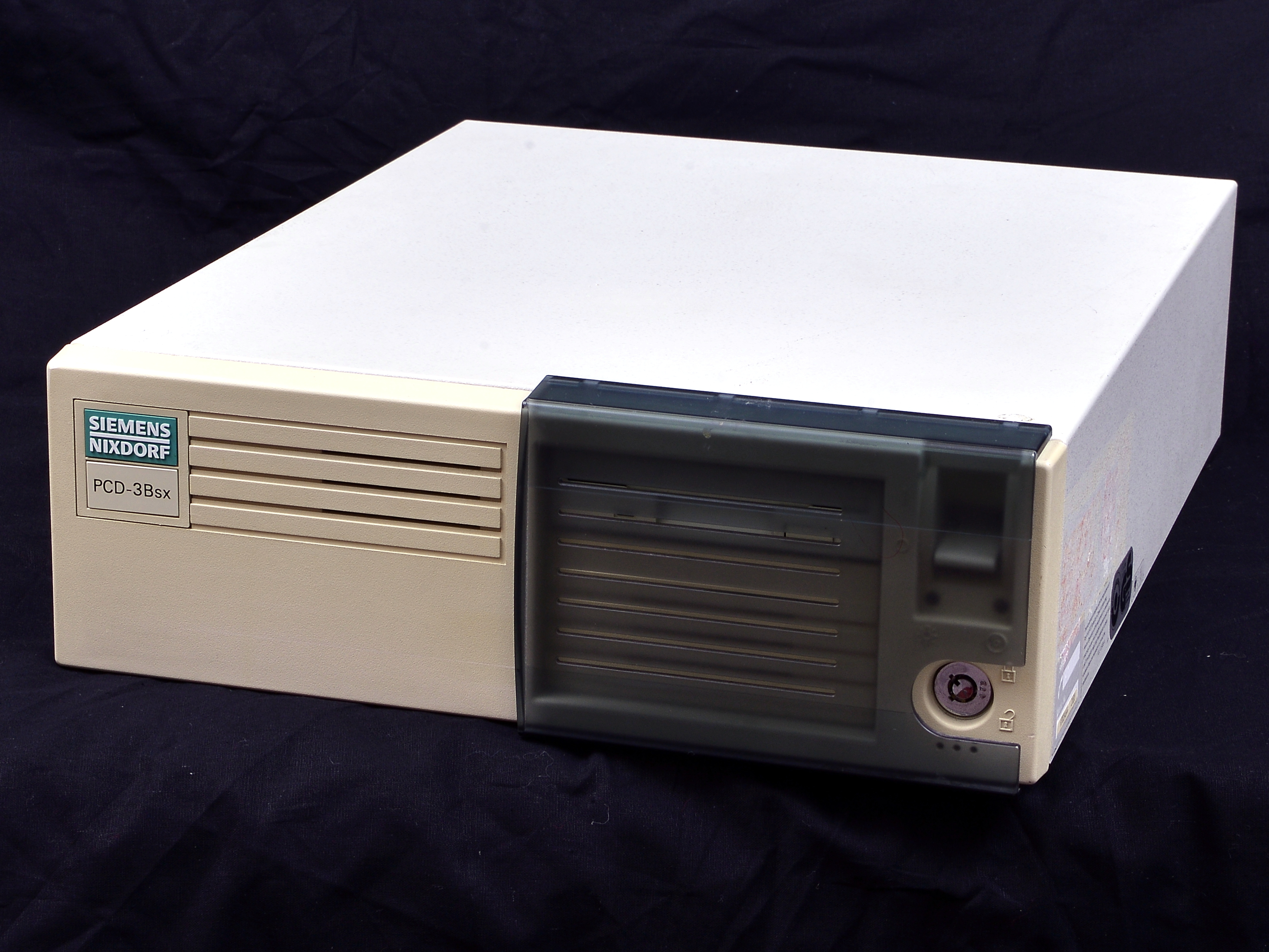
Der PCD-3Bsx war einer der kompaktesten Desktop-PCs seiner Zeit.

### PCD-3Rsx/4Rsx, PCM-3Dsx
Die R-Systeme waren Minitower, die wahlweise auch als Desktops aufgestellt werden konnten. Hierfür konnte der Laufwerkskäfig um 90 Grad gedreht eingebaut werden. Es standen Einbauplätze für 5¼″-Laufwerke zur Verfügung.

## Zweite Generation (Mobil)

### PCD-2N/3Nsx
Die beiden Geräte kamen Ende 1990 als Nachfolger des PCD-2P bzw. PCD-3Psx auf den Markt. Wie die jeweiligen Vorgänger verfügen die Geräte über einen 80286 (12 MHz) bzw. einen 80386SX (16 MHz, ab Ende 1991 auch 20 MHz). Hauptmerkmal war der deutlich verkleinerte Formfaktor. Darüber hinaus verfügten die Geräte nun über VGA-Grafik, wobei das interne Display nach wie vor ausschließlich monochrom ist.
Hersteller war das damals noch junge ODM-Unternehmen Quanta Computer. Identische Geräte wurden auch von anderen Firmen vertrieben. So waren zum PCD-2N identische Notebooks z. B. auch von Research Machines (Modell: NB200), Tulip (Modell: nb 286), Philips (Modelle: PCL20x, z. B. PCL203) und Magnavox (Modell: Metalis 286) erhältlich. Zum PCD-3Nsx identische Notebooks waren z. B. auch von Research Machines (Modell: NB300), Packard Bell (Modell: 386NB), Targa (Modell: Traveller TN-338), Tulip (Modell: nb 386sx), Philips (Modelle: PCL30x, z. B. PCL304) und ICL (Modell: NB386s) erhältlich.

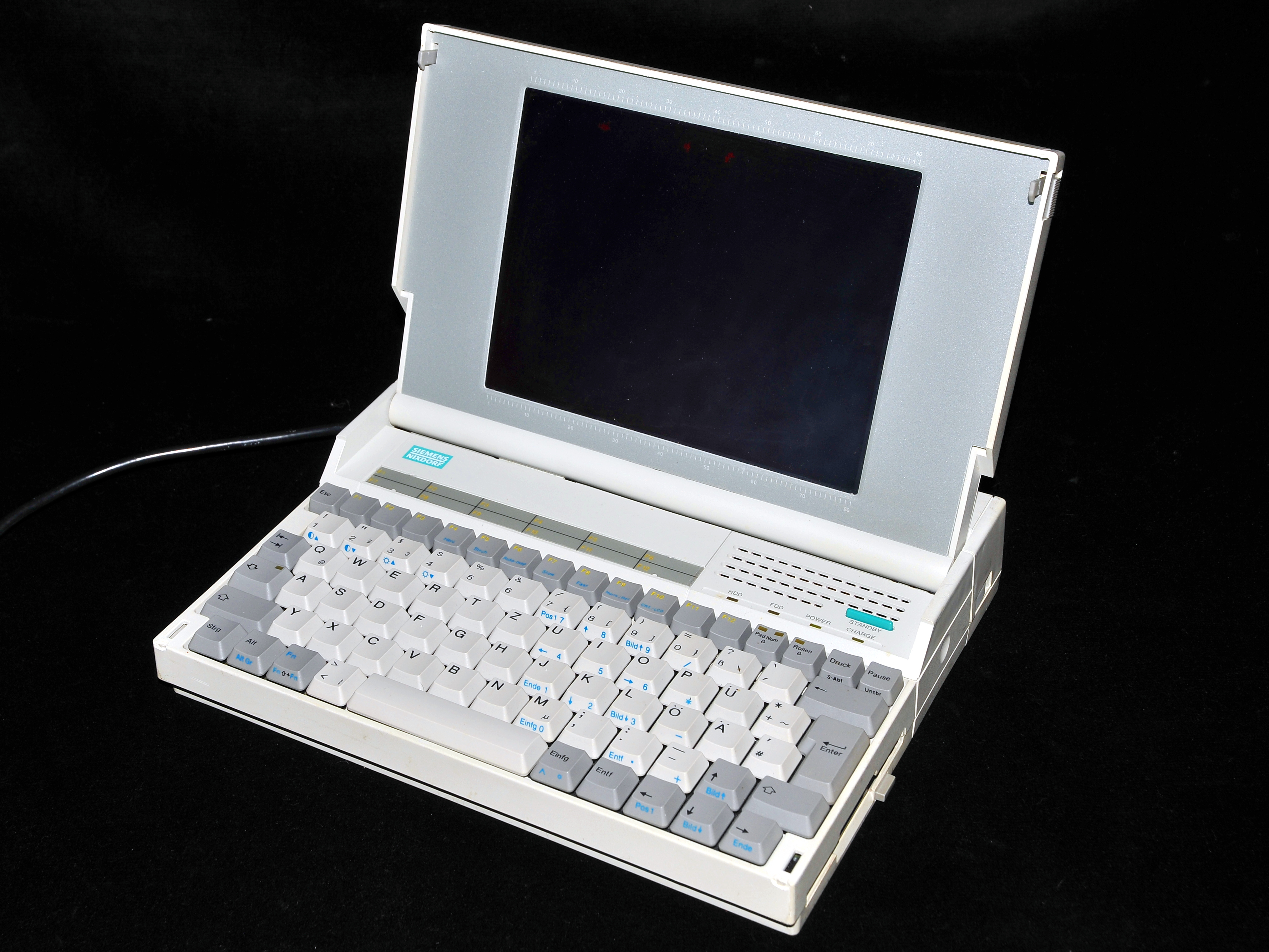
Der PCD-2N ist deutlich kompakter als sein Vorgänger PCD-2P.
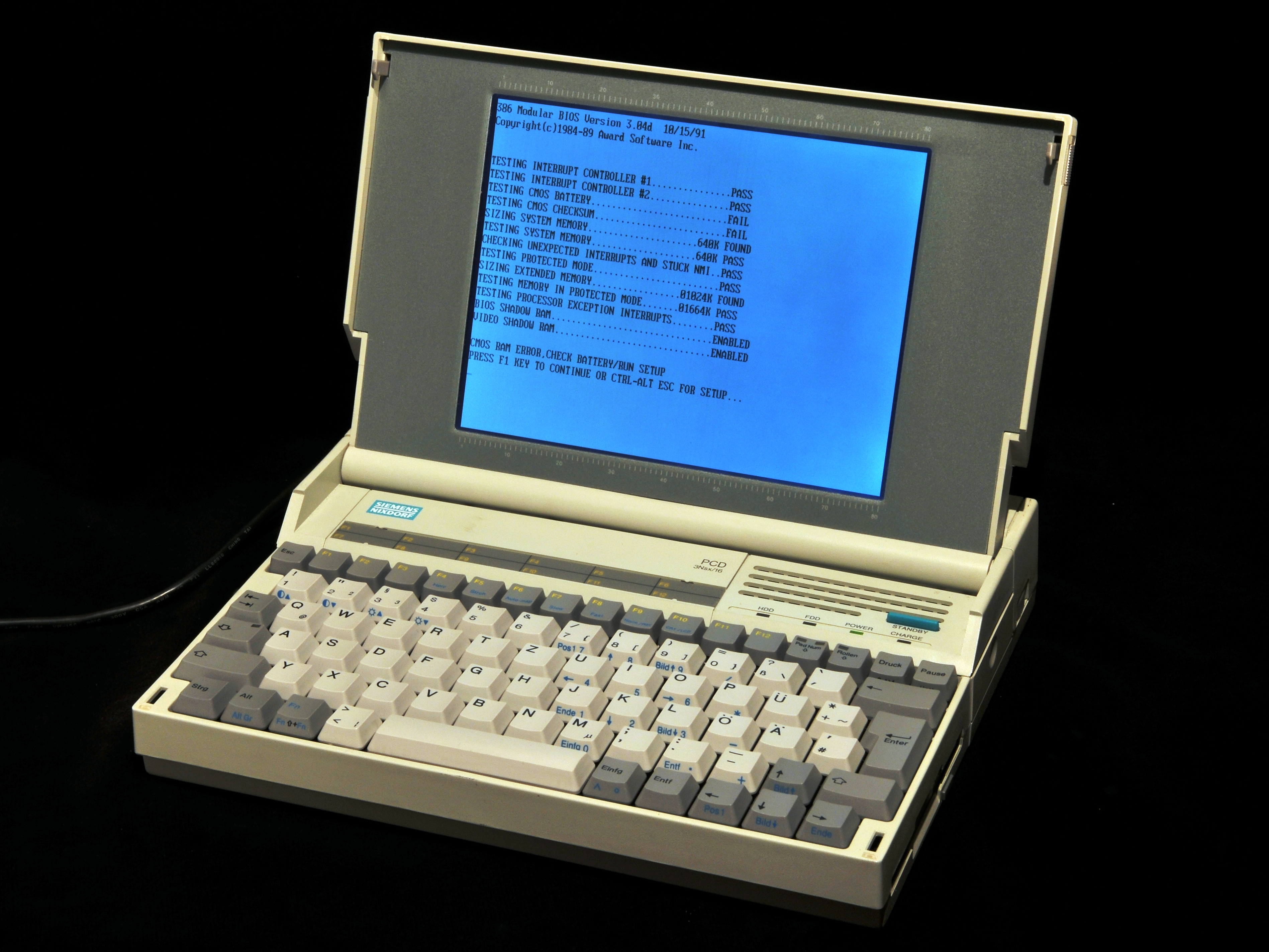
Der PCD-3Nsx ist der Nachfolger des PCD-3Psx und äußerlich weitgehend baugleich mit dem PCD-2N.

### PCD-4Nsx/4NCsx
1992 kamen die ersten Notebooks der PCD-Familie mit Intel 80486-Prozessor auf den Markt. Ausgestattet waren sie mit einem auf 25 MHz getakteten 80486SX-Prozessor, 4 MB Arbeitsspeicher und einer 80 MB-Festplatte. Während der PCD-4Nsx ein monochromes Display hat, verfügt der PCD-4NCsx erstmals über ein Farbdisplay. Bei beiden Geräten handelt es sich jedoch um ein Passiv-Matrix-Display.
Auch diese Geräte wurden von Quanta produziert. Ein zum PCD-4Nsx identisches Notebook wurde auch von Research Machines (Modell: NB400) vertrieben.

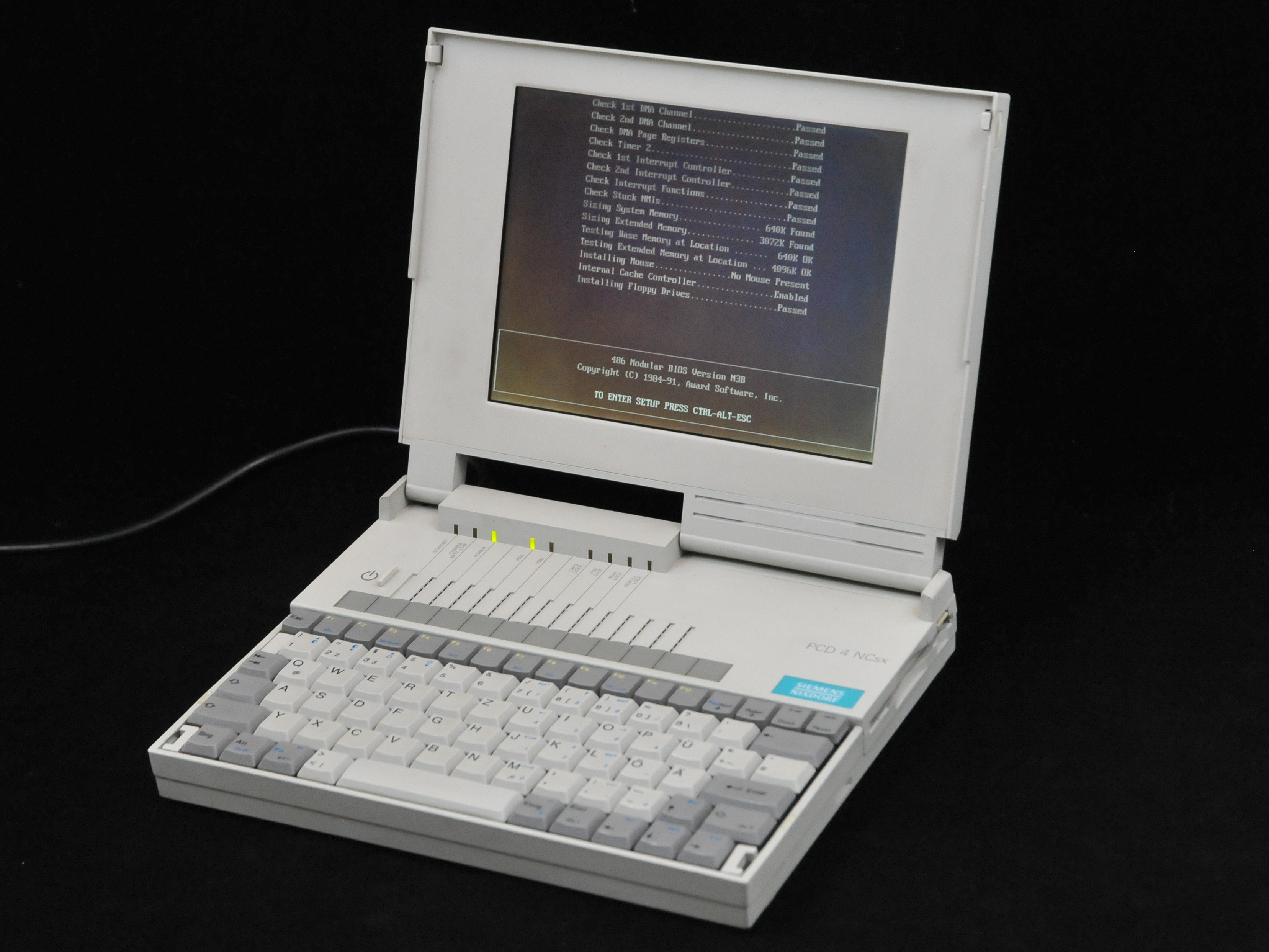
Der PCD-4NCsx war innerhalb der PCD-Familie das erste Notebook mit Farbdisplay und 486er-Prozessor.

### PCD-3Nsl/3NCsl/4Nsl/4NCsl
Diese ab 1992 erhältlichen Geräte waren – verglichen mit zeitgleich erhältlichen Notebooks der PCD-Familie – überwiegend im Hochpreissegment angesiedelt. Insbesondere die Geräte mit dem damals noch seltenen und hochmodernen Aktivmatrix-TFT-Farbdisplay kosteten mehr als 8000 DM. Sie waren mit einem 80386sl (25 MHz, 64 KiB S-RAM Cache auf Hauptplatine) bzw. ab 1993 alternativ mit 80486sl-Prozessor (25 MHz, später auch 33 MHz) ausgestattet. Erstmals verfügten diese Geräte über einen Trackball, der oberhalb der Tastatur angebracht war. Die 80486-Modelle waren zusätzlich mit einem PCMCIA-Typ I/II-Steckplatz ausgestattet. Die PCD-xNC-Modelle hatten Aktivmatrix-TFT-Farbdisplays von Sharp, deren Diagonale allerdings mit 8,4″ etwas geringer war als die 10″ der Modelle mit monochromen Passiv-Matrix-Display.
Die PCD-3N(C)sl-Modelle können mit einer 80387SL-FPU nachgerüstet werden. Bei den PCD-4N(C)sl-Modellen ist dies nicht nötig – der 80486SL-Prozessor besitzt bereits eine integrierte FPU. An Arbeitsspeicher verfügen die PCD-3N(C)sl-Modelle auf der Hauptplatine über 2 MB oder 4 MB, bei den PCD-4N(C)sl-Modellen sind es immer 4 MB. Für die PCD-4N(C)sl-Modelle waren Speichererweiterungs-Module in den Größen von 4 MB, 8 MB sowie 16 MB erhältlich, wodurch der Arbeitsspeicher dieser Geräte auf bis zu 20 MB erweitert werden kann. Für Grafik ist in den PCD-3N(C)sl-Modellen ein Cirrus Logic CL-GD6410 mit 256 KiB Videospeicher verbaut. In den PCD-4N(C)sl-Modellen ist hingegen ein WDC WD90C24 mit 1 MiB Videospeicher verbaut.
Anders als die vorherigen Notebook-Modelle der zweiten Generation wurden diese Geräte nicht von Quanta produziert. Stattdessen handelt es sich um ein Rebranding der von Panasonic in Japan gefertigten Geräte CF-480 bzw. CF-480C (PCD-3Nsl bzw. PCD-3NCsl) sowie CF-580 bzw. CF-580C (PCD-4Nsl bzw. PCD-4NCsl), welche mit leicht verändertem Gehäusedesign vertrieben wurden. Grundlage hierfür war eine Vereinbarung zwischen Siemens-Nixdorf und Matsushita (Panasonic) Ende 1990.
Heute sind die meisten erhaltenen Geräte dieser Baureihen aufgrund auslaufender Elkos, sowohl auf den Mainboard-Platinen als auch im Bildschirm und dem Inverter der Hintergrundbeleuchtung, nicht ohne Reparatur startfähig. Meistens funktioniert auch das Diskettenlaufwerk aufgrund eines gealterten Antriebsriemen nicht mehr. Des Weiteren sind bei den Geräten mit Farbdisplay häufig 2 Hex-Inverter-ICs im Display defekt, was in einem fehlerhaften oder vollkommen dunklen oder weißen Bild resultiert. Zu beachten ist außerdem, dass die PCD-3N(C)sl-Modelle ein anderes Format für RAM-Erweiterungen sowie einen anderen Disketten-Laufwerksmechanismus nutzen als die PCD-4N(C)sl-Modelle. Die Bildschirme können wegen Unterschieden in der Mainboard-Bestückung nicht zwischen Monochrom- und Farbmodellen ausgetauscht werden (z. B. ist im PCD-3Nsl zusätzlicher D-RAM für den Videocontroller verbaut, damit dieser dessen monochromes Dual-Scan-STN ansteuern kann, während im PCD-3NCsl stattdessen u. a. ein zusätzlicher CL-GD6340 Interface-IC zur Ansteuerung des Farb-TFT-Displays verbaut ist).

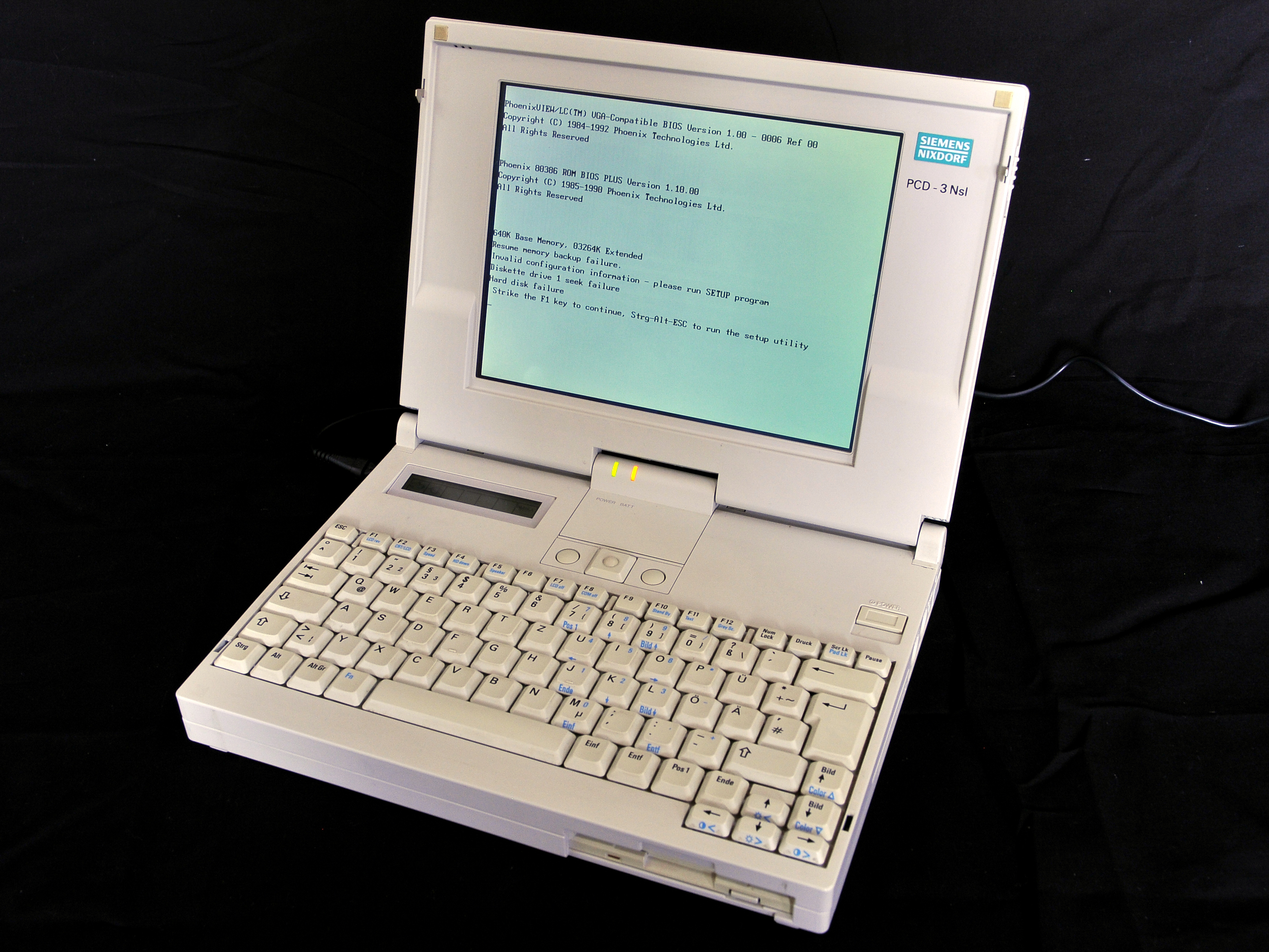
Der PCD-3Nsl hatte als erster Laptop von Siemens-Nixdorf einen integrierten Trackball.
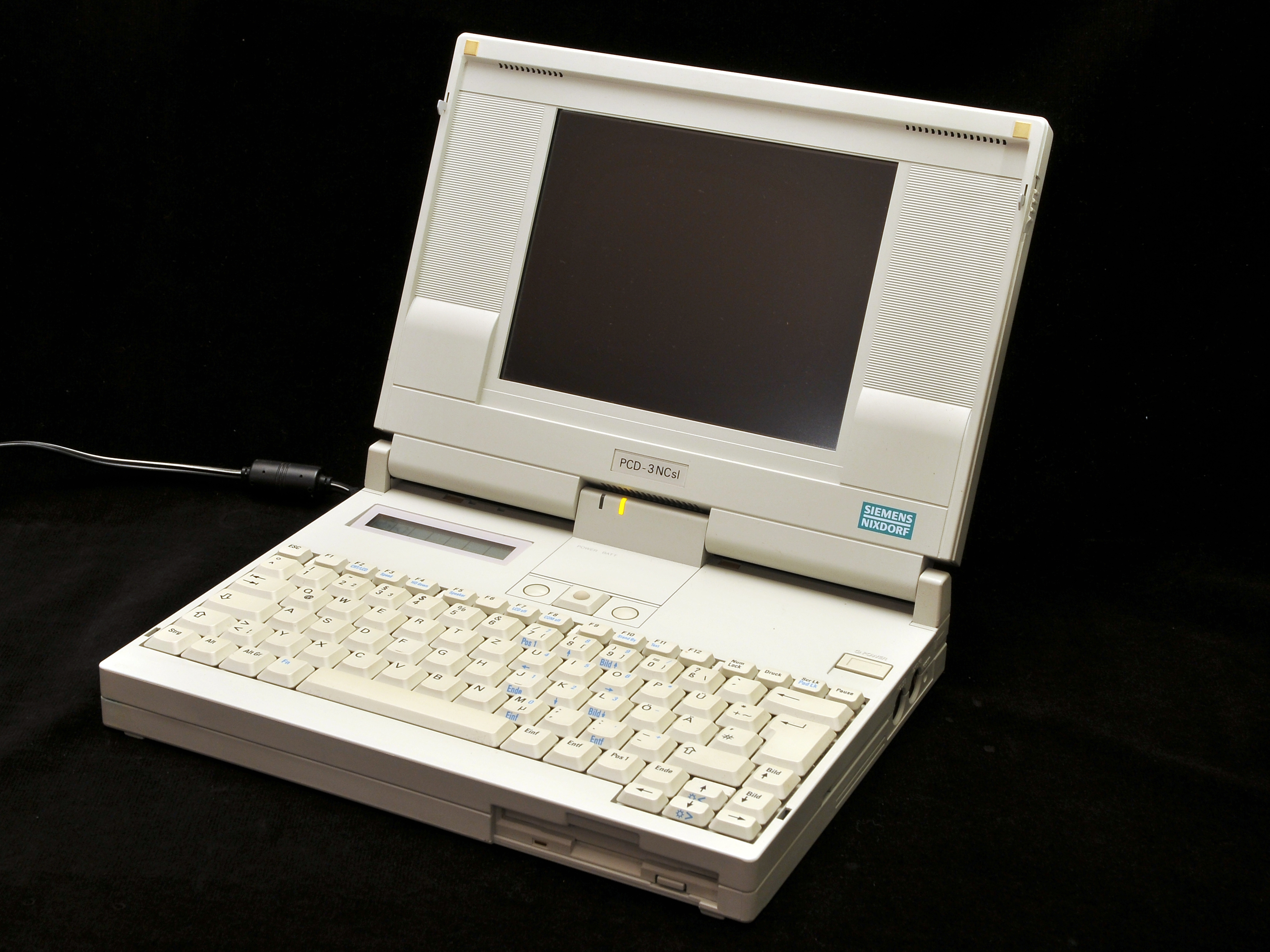
Der PCD-3NCsl verfügte erstmals über ein Aktivmatrix/TFT-Farbdisplay, das allerdings kleiner war als das Monochromdisplay.
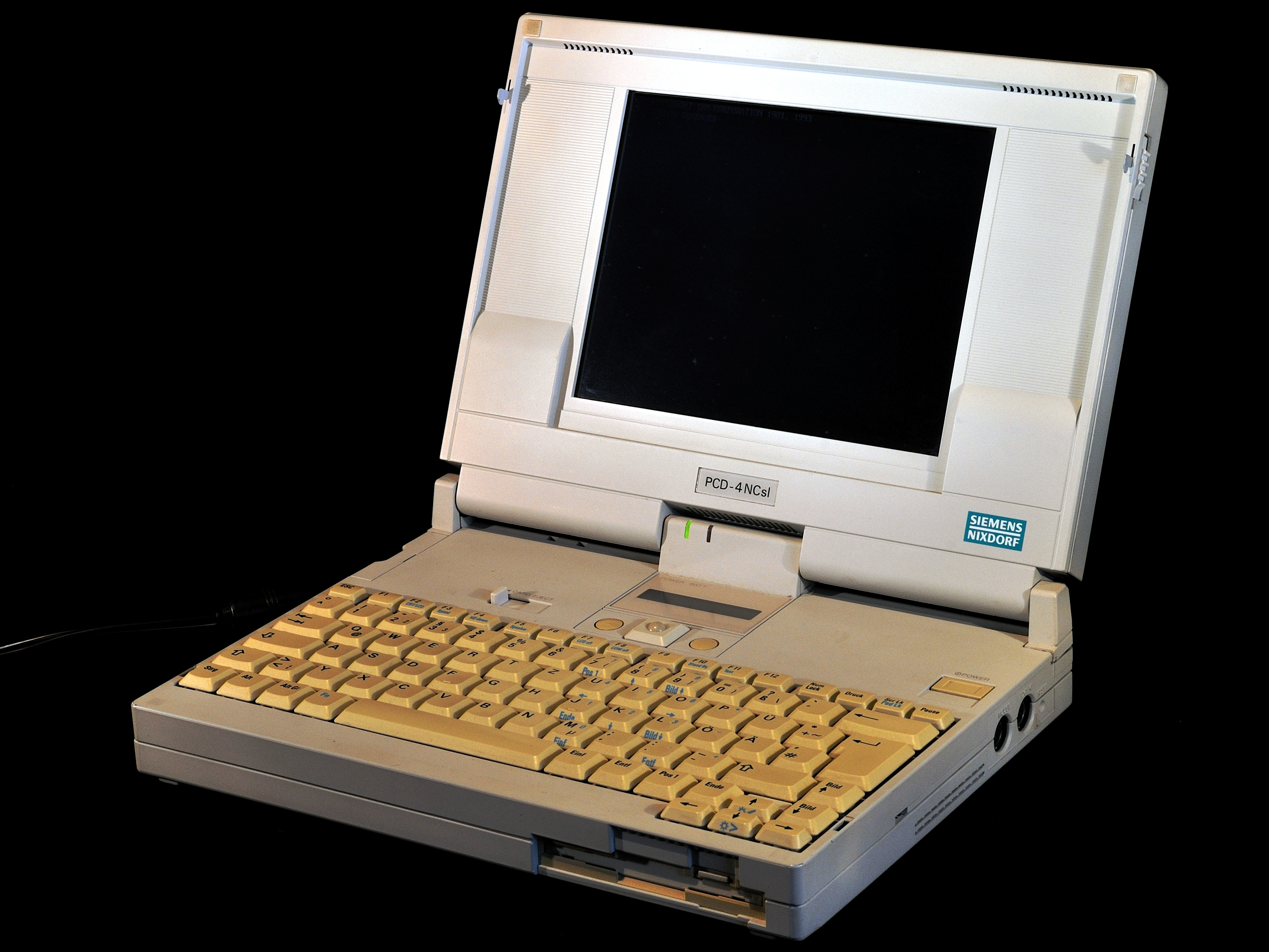
Der PCD-4NCsl war zusammen mit dem PCD-4Nsl das erste Modell mit PCMCIA-Steckplatz.

### PCD-4N/4NC
Bei diesen ab 1993 erhältlichen Geräten handelt es sich um deutlich günstigere Alternativen zur obigen PCD-4N(C)sl-Reihe. Dabei ersetzten sie die PCD-4N(C)sx-Modelle. Ausgestattet waren sie nach wie vor mit einem auf 25 MHz getakteten 80486SX-Prozessor, im Gegensatz zur stromsparenden, aber deutlich teureren SL-Variante, die in den hochpreisigen PCD-4N(C)sl-Geräten zum Einsatz kam. Gleichzeitig sind sie jedoch kompakter als die früher erschienenen PCD-4N(C)sx-Modelle und verfügen anders als diese über einen Trackball. Der PCD-4N hat ein monochromes Display, der PCD-4NC ein farbiges Display. Wie auch bei den älteren PCD-4N(C)sx-Geräten handelt es sich in beiden Fällen um günstigere Passivmatrix-Displays. Als Hersteller fungierte wieder Quanta. Ein zum PCD-4Nsx identisches Notebook wurde auch von Tulip (Modell: nb 486sx) vertrieben.

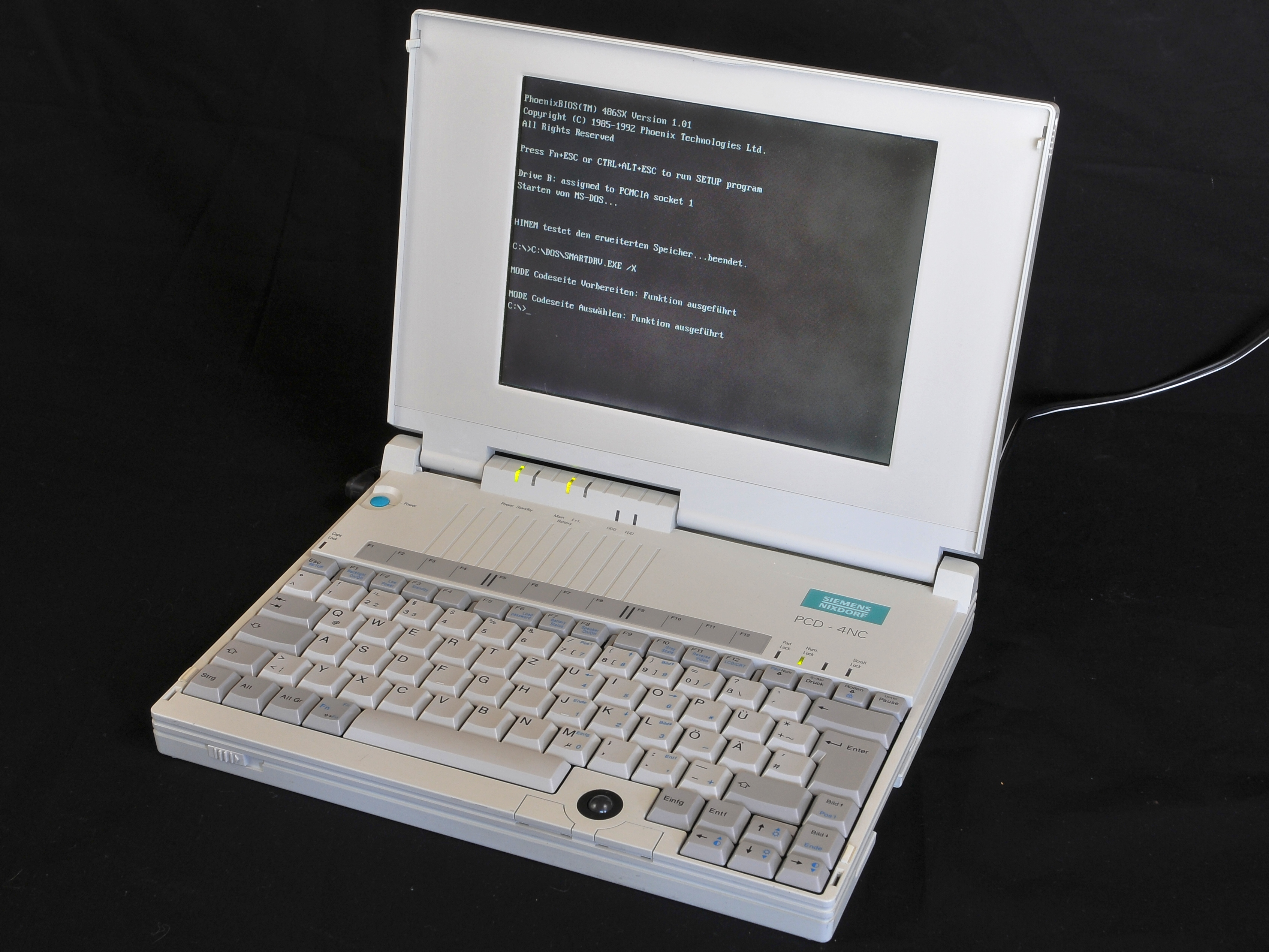
Mit dem PCD-4N(C) hielt der Trackball auch bei den günstigeren Modellen Einzug.

## Dritte Generation
Die dritte Generation verwendete Mainboards im LPX-Format, welches auch von einigen anderen Herstellern genutzt wurde. Bei diesem Formfaktor befindet sich auf dem Mainboard lediglich ein Steckplatz für eine Riser-Karte, auf welcher sich die Steckplätze für Erweiterungskarten befinden. Das Mainboard verfügt über eine Blende, über welche die meisten Anschlüsse für Komponenten, die auf dem Mainboard vorhanden sind, nach außen geführt werden. Anschlüsse für Tastatur und Maus, parallele und serielle Schnittstellen und in den meisten Fällen auch ein VGA-Grafikadapter waren auf dem Mainboard integriert. Mit dem LPX-Format führte Siemens Nixdorf auch PS/2-Anschlüsse für Tastatur und Maus ein. Spätere Modelle dieser Generation hatten erstmals Power Management-Funktionen, bei denen der Netzschalter am Gehäuse durch einen Taster ersetzt wurde und das Gerät nach dem Herunterfahren per Software ausgeschaltet werden konnte (wofür allerdings noch proprietäre Treiber erforderlich waren). Mit der Tastatur KBPC P konnten diese Geräte sogar über die Tastatur eingeschaltet werden.
Mit dieser Generation führte Siemens Nixdorf auch die Scenic-Produktlinie als Schwesterlinie zu den PCD-Modellen ein. Beide Produktlinien hatten ähnliche Modelle, jedoch sollten mit der Scenic-Reihe vor allem SOHO-Kunden angesprochen werden, während die PCD-Modelle für den Enterprise-Einsatz vermarktet wurden.

### PCD-4H/5H/6H
Der PCD-H war ein Desktopgerät, welches über fünf Steckplätze für Erweiterungsboards und insgesamt vier Einbauplätze für Laufwerke (zwei davon als 5¼″-Schächte, beide bedienbar, und ein weiterer als bedienbarer 3½″-Schacht) verfügte.

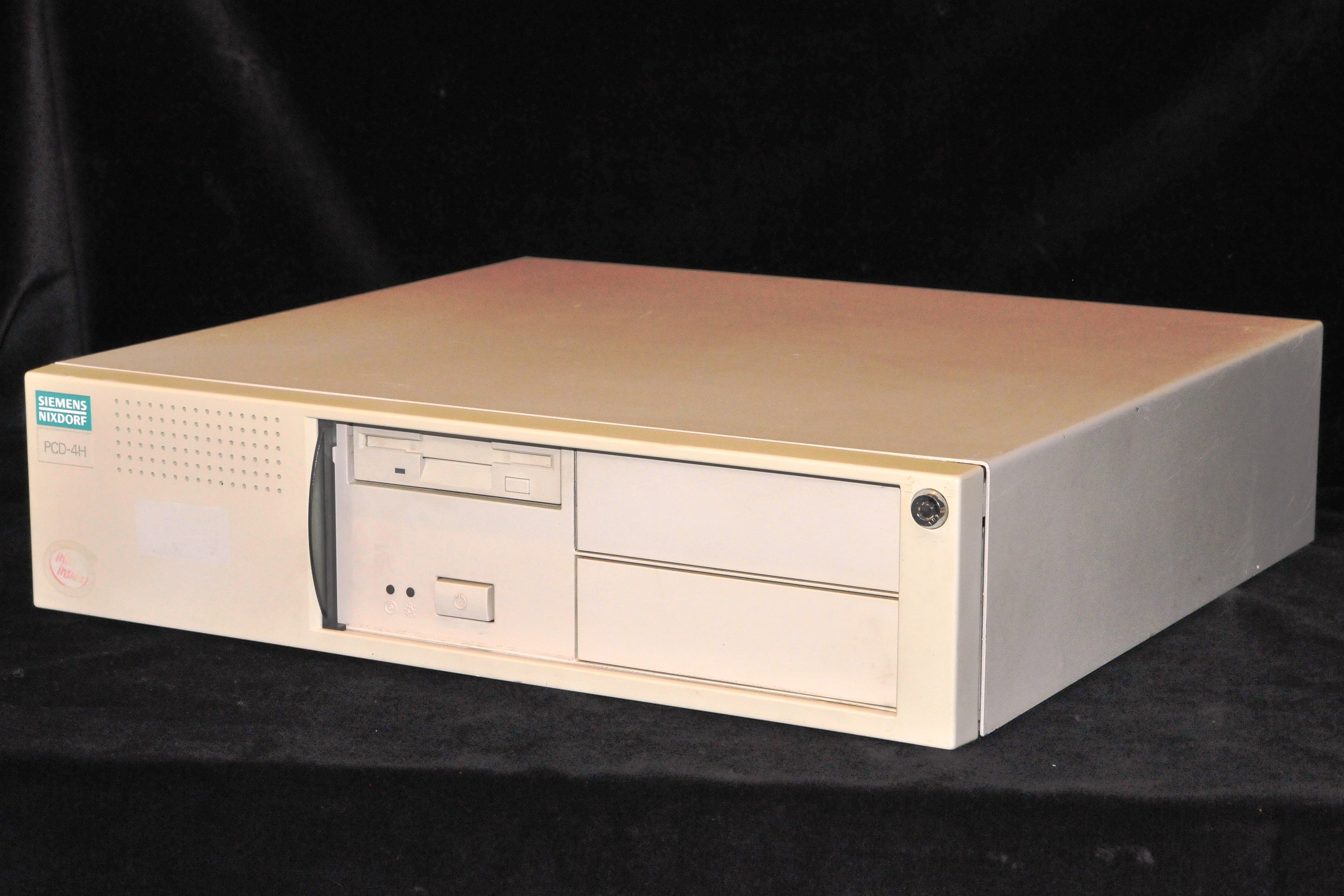
Mit dem PCD-4H hielt das Mainboardformat LPX Einzug.

### PCD-4L/5L
Der PCD-4L und PCD-5L setzten die Reihe kompakter Desktops fort. Sie verfügten über zwei freie Steckplätze, von denen einer wahlweise PCI- oder ISA-Boards aufnehmen konnte, und zwei Einbauplätze für 3½″-Laufwerke.

### PCD-5T/5TG
Die T-Modelle waren Midi-Tower und als Gruppenserver oder Workstations positioniert. Der PCD-5T war als Multiprozessorsystem erhältlich.

### PCE-5S/5Smp
Die S-Modelle waren mit EISA/VL-Bus ausgerüstet. Der Big Tower PCE-5S verfügte über 9 Steckplätze für Zusatzbaugruppen und insgesamt 10 Einbauplätze für Laufwerke, auf dem Mainboard war ein Fast-SCSI-2-Controller integriert. Der Twin-Tower PCE-5Smp konnte mit bis zu vier Prozessoren bestückt werden und hatte 14 Einbauplätze für Laufwerke.

## Dritte Generation (Mobil)

### PCD-4NE
Dieses ab 1994 erhältliche Modell ersetzte weitgehend die PCD-4N(C)-Modelle. Wie die PCD-4N(C)-Modelle ist auch das PCD-4NE mit einem 80486SX-Prozessor ausgestattet, welcher nun jedoch mit 33 MHz getaktet ist. Auch hier waren Varianten mit Monochrom- und Farbdisplay verfügbar – beide ausschließlich als Passivmatrix-Display. Anders als zuvor tragen die Displayvarianten jedoch keine unterschiedlichen Modellbezeichnungen mehr, d. h. beide Varianten wurden unter der Bezeichnung PCD-4NE vertrieben. Anders als viele vorherige Notebook-Modelle der PCD-Familie wurde dieses Modell nicht von Quanta produziert. Stattdessen handelt es sich um eine Lizenzvariante des von Acer produzierten AcerNote 735 (Monochromdisplay) bzw. 735C (Farbdisplay). Von Siemens wurde das gleiche Gerät auch unter der Marke Scenic als Scenic 4N(C) vertrieben.

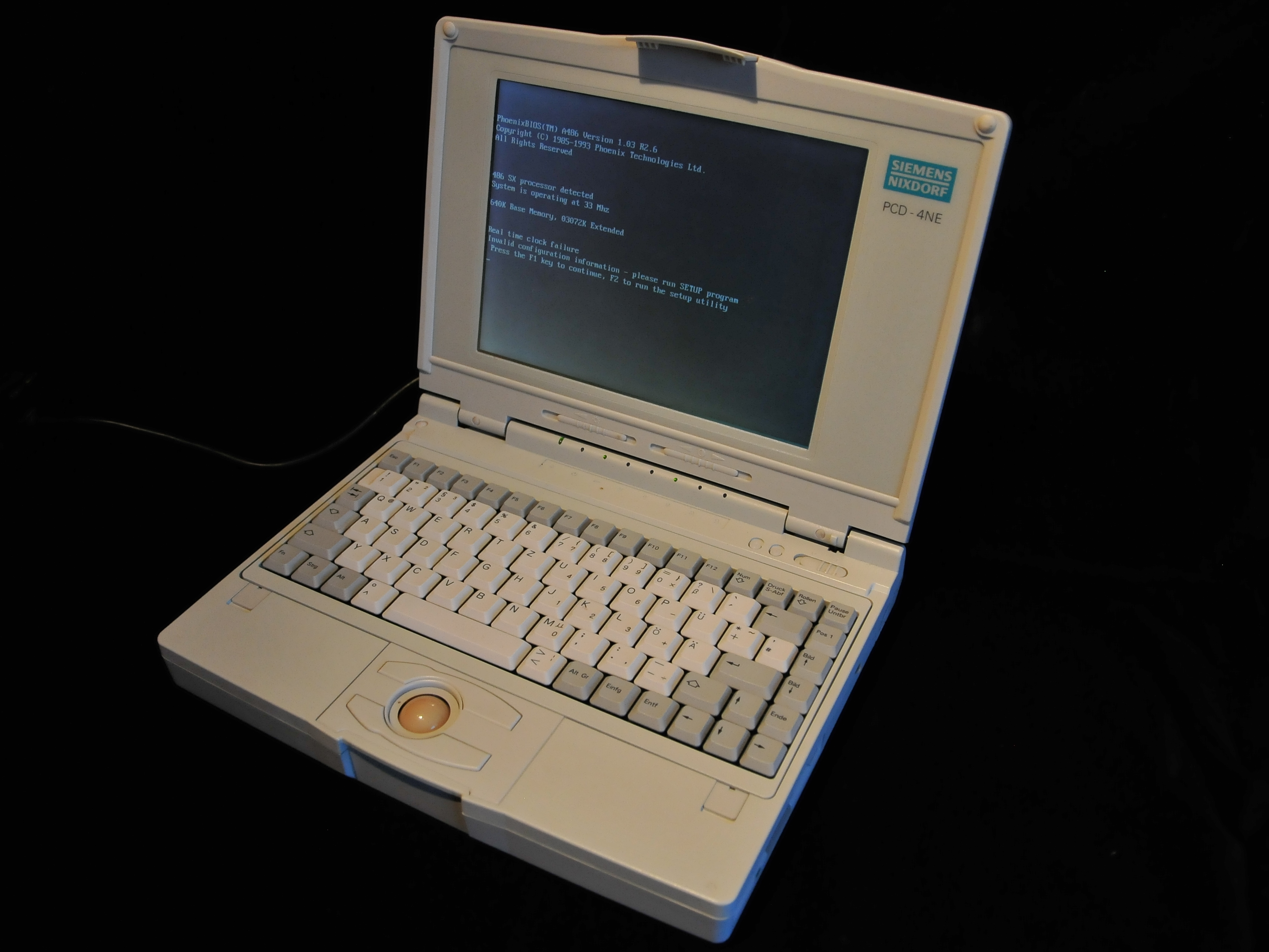
Das PCD-4NE ist weitgehend identisch mit dem Scenic 4N bzw. NC.

### PCD-4ND/5ND
Ende 1994 erschien der PCD-4ND mit einem Intel 80486-Prozessor (wahlweise 486SX bei 33 MHz, 486DX2 bei 50 MHz oder 486DX4 bei 75 MHz). Ab Ende 1995 waren außerdem noch der PCD-5ND (Intel Pentium bei 75 MHz) sowie eine zusätzliche Prozessorvariante für den PCD-4ND (80486DX4 bei 100 MHz) erhältlich.
Der PCD-4ND verfügt über 4 MB RAM auf der Hauptplatine. Speichererweiterungen mit 4 MB, 8 MB sowie 16 MB waren erhältlich, sodass der Arbeitsspeicher des PCD-4ND auf bis zu 20 MB ausgebaut werden kann. Verwendet werden die gleichen Speichererweiterungskarten wie beim PCD-4N(C)sl.
Der PCD-5ND verfügt hingegen ab Werk über 8 MB EDO-RAM, welcher auf bis zu 40 MB ausgebaut werden kann.
Der PCD-4ND wurde wahlweise mit Passivmatrix-Monochromdisplay (TSTN), Passivmatrix-Farbdisplay (CSTN) oder Aktivmatrix-Farbdisplay (TFT) angeboten; bei dem PCD-5ND entfiel die Option für das Monochromdisplay. Wie zuvor schon beim PCD-4NE tragen die Displayvarianten keine unterschiedlichen Modellbezeichnungen mehr. Das integrierte Diskettenlaufwerk konnte gegen einen zweiten Akku getauscht werden. Die Geräte waren mit und ohne Sound Blaster Pro-kompatibler Soundhardware erhältlich; bei der Variante ohne Soundhardware steht lediglich der Systemlautsprecher zur Verfügung. Für beide Geräte war eine Dockingstation oder die kompaktere Stationbox (welche ebenfalls ISA-Erweiterungsbaugruppen aufnehmen konnte) erhältlich.
Hersteller war, wie bereits bei vielen vorherigen PCD-Notebooks, wieder Quanta.

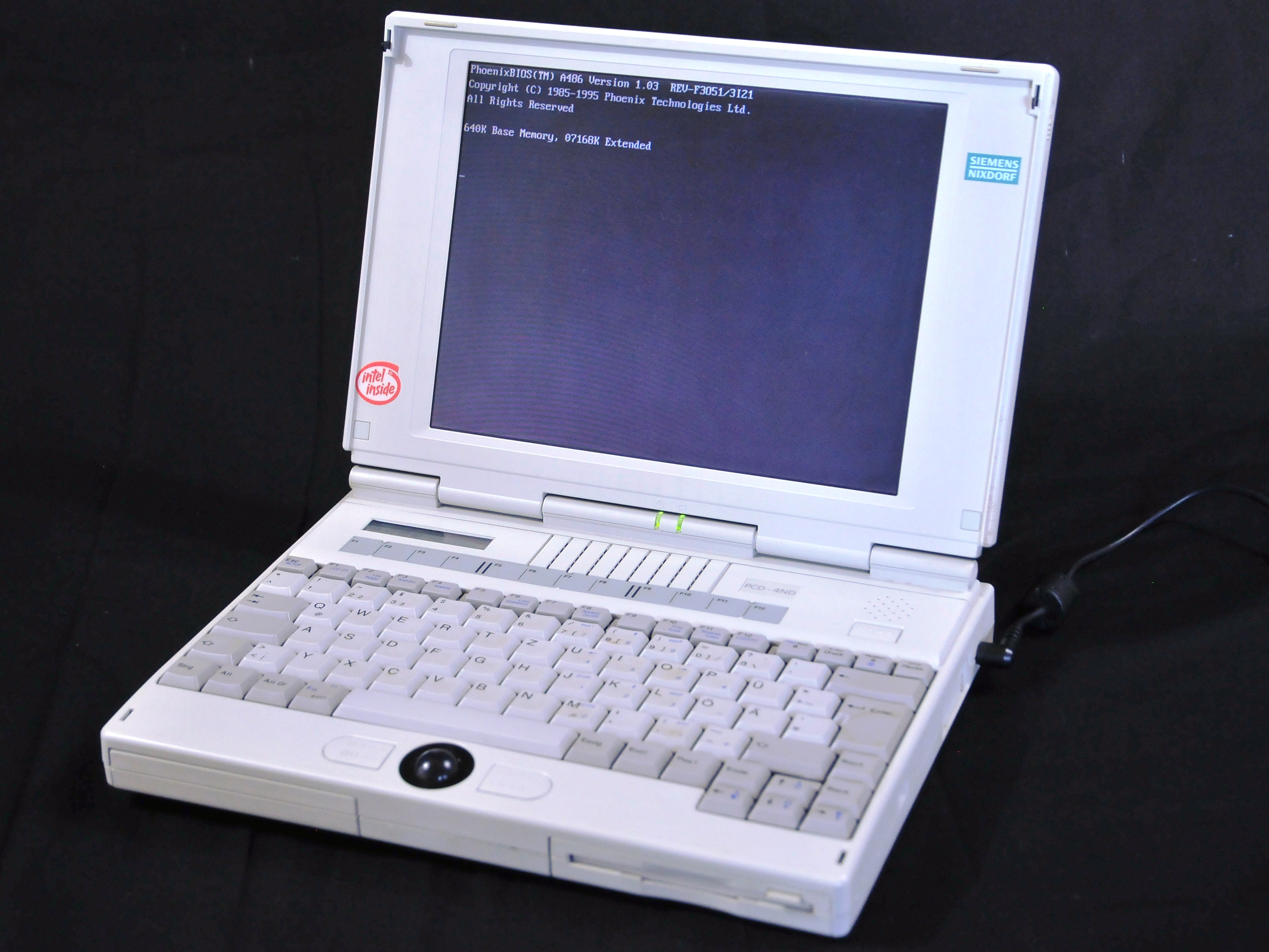
Ein PCD-4ND.
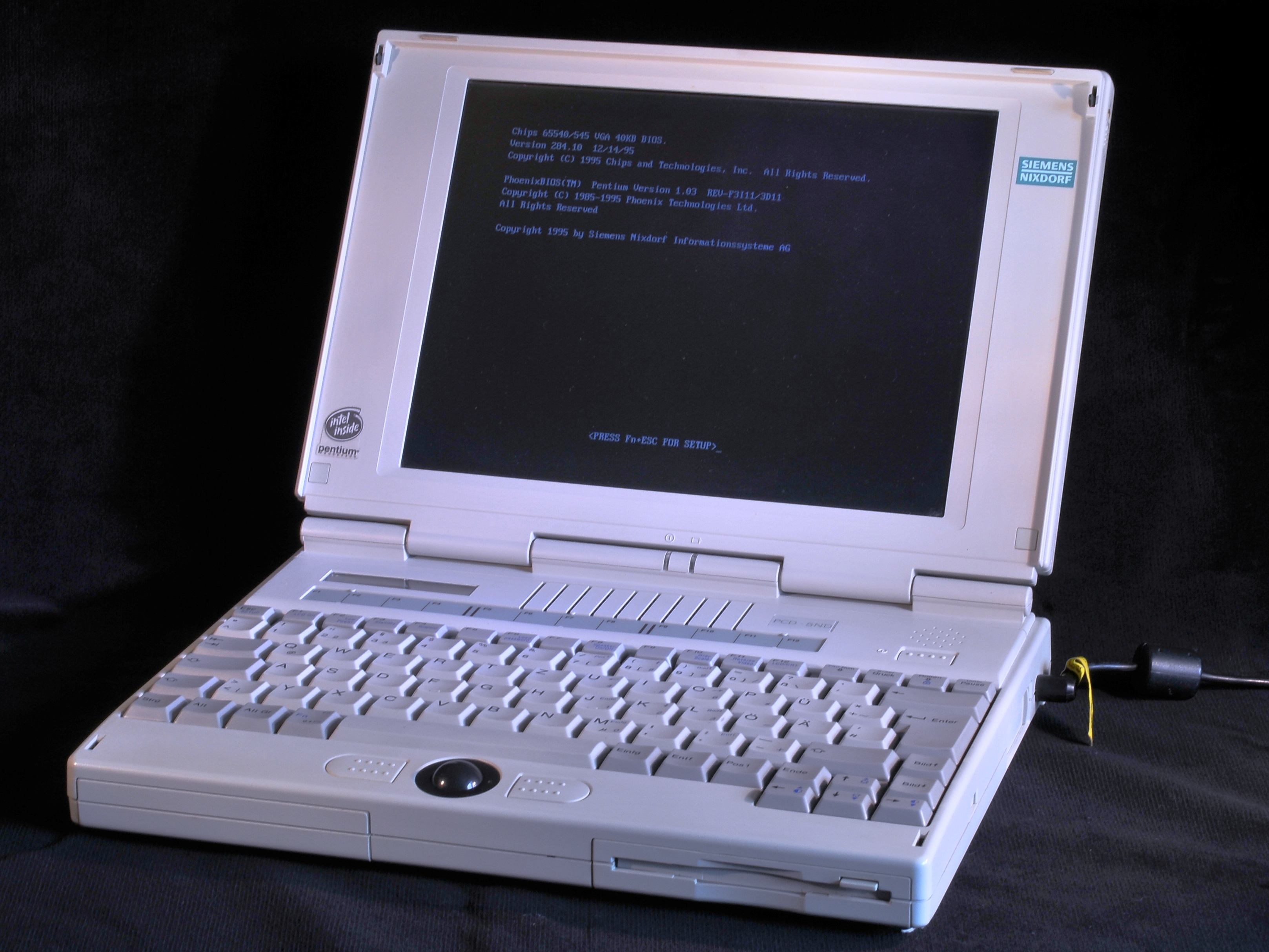
Der PCD-5ND ist das letzte Notebook der PCD-Familie und das einzige mit Pentium-Prozessor.

### PCD-4NL
Das PCD-4NL wurde ab 1995 als kompaktes Subnotebook neben dem PCD-4ND positioniert. Es erschien nach dem PCD-4ND, jedoch vor dem PCD-5ND, welches somit dennoch das letzte Notebook der PCD-Familie ist. Es wurde mit VGA-Farb- oder Graustufendisplay angeboten; beide als Passivmatrix-Displays. Auch hier tragen die Displayvarianten keine unterschiedlichen Modellbezeichnungen mehr. Die Abmessungen betrugen 36×269×199 mm (mit Farbdisplay: 39×269×199 mm) bei einem Gewicht von knapp über 2 kg. Das Gerät hat aus Platzgründen kein internes Diskettenlaufwerk; stattdessen war ein externes Diskettenlaufwerk als Zubehör erhältlich. Auch dieses Gerät wurde von Quanta hergestellt.

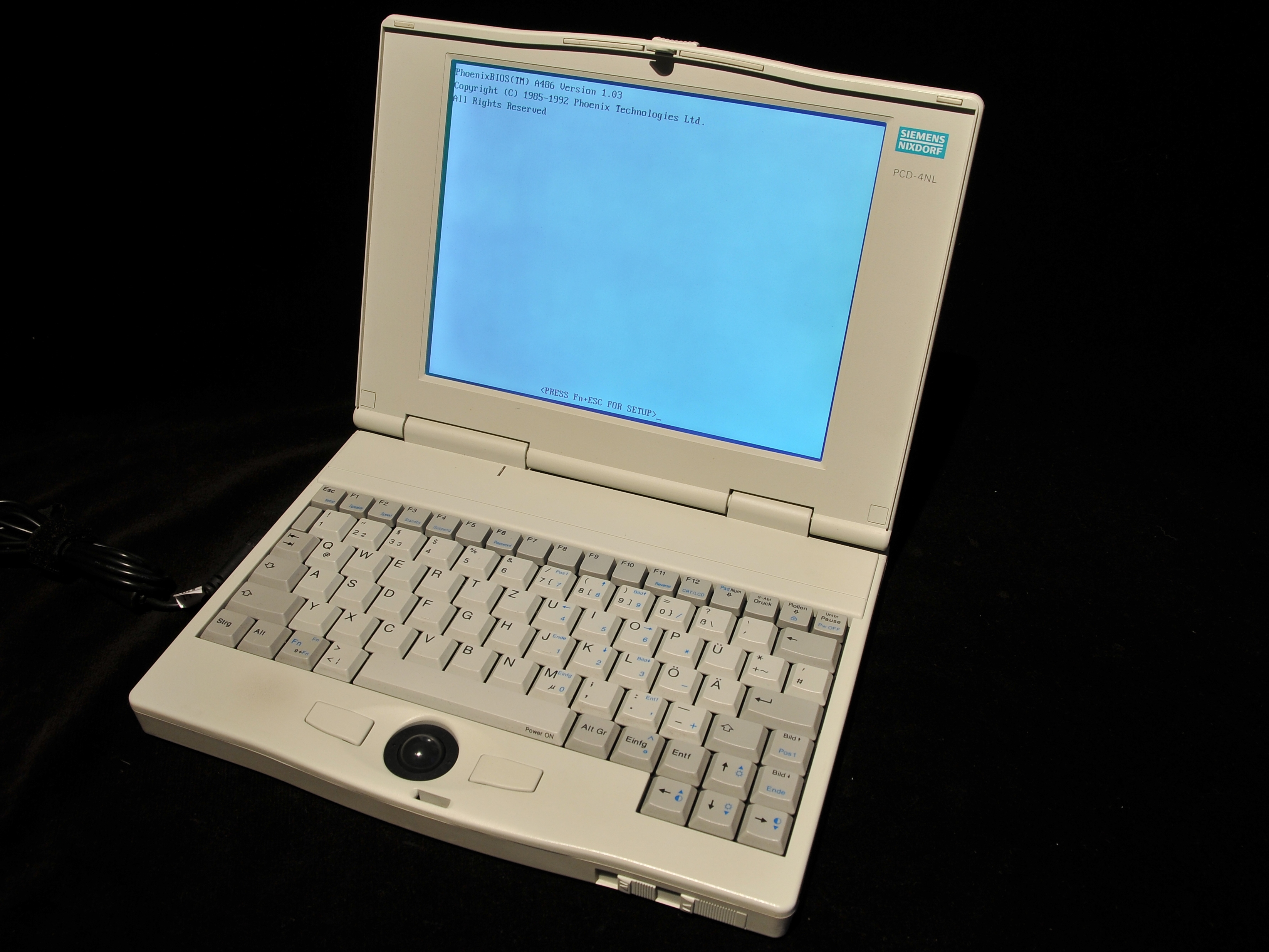
Der PCD-4NL war als kompaktes und leichtes Subnotebook ausgelegt.